# Marchéville
Marchéville és un municipi francès, situat al departament de l'Eure i Loir i a la regió de Centre – Vall del Loira. L'any 2007 tenia 448 habitants.

## Demografia

### Població
El 2007 la població de fet de Marchéville era de 448 persones. Hi havia 162 famílies, de les quals 28 eren unipersonals (20 homes vivint sols i 8 dones vivint soles), 45 parelles sense fills, 65 parelles amb fills i 24 famílies monoparentals amb fills.
La població ha evolucionat segons el següent gràfic:
Habitants censats

### Habitatges
El 2007 hi havia 196 habitatges, 163 eren l'habitatge principal de la família, 21 eren segones residències i 12 estaven desocupats. Tots els 196 habitatges eren cases. Dels 163 habitatges principals, 154 estaven ocupats pels seus propietaris, 6 estaven llogats i ocupats pels llogaters i 3 estaven cedits a títol gratuït; 1 tenia una cambra, 9 en tenien dues, 30 en tenien tres, 38 en tenien quatre i 84 en tenien cinc o més. 134 habitatges disposaven pel capbaix d'una plaça de pàrquing. A 67 habitatges hi havia un automòbil i a 87 n'hi havia dos o més.

### Piràmide de població
La piràmide de població per edats i sexe el 2009 era:
| Homes | Edats   | Dones |
| ----- | ------- | ----- |
| 0     | 95 o +  | 0     |
| 0     | 90 a 94 | 0     |
| 0     | 85 a 89 | 0     |
| 4     | 80 a 84 | 0     |
| 12    | 75 a 79 | 8     |
| 12    | 70 a 74 | 16    |
| 8     | 65 a 69 | 16    |
| 4     | 60 a 64 | 4     |
| 8     | 55 a 59 | 4     |
| 16    | 50 a 54 | 16    |
| 16    | 45 a 49 | 8     |
| 28    | 40 a 44 | 20    |
| 12    | 35 a 39 | 20    |
| 12    | 30 a 34 | 12    |
| 20    | 25 a 29 | 28    |
| 4     | 20 a 24 | 8     |
| 32    | 15 a 19 | 16    |
| 8     | 10 a 14 | 16    |
| 20    | 5 a 9   | 24    |
| 24    | 0 a 4   | 16    |

## Economia
El 2007 la població en edat de treballar era de 283 persones, 219 eren actives i 64 eren inactives. De les 219 persones actives 200 estaven ocupades (119 homes i 81 dones) i 19 estaven aturades (6 homes i 13 dones). De les 64 persones inactives 12 estaven jubilades, 25 estaven estudiant i 27 estaven classificades com a «altres inactius».

### Ingressos
El 2009 a Marchéville hi havia 180 unitats fiscals que integraven 511,5 persones, la mediana anual d'ingressos fiscals per persona era de 20.127 €.

### Activitats econòmiques
Dels 7 establiments que hi havia el 2007, 1 era d'una empresa de fabricació d'altres productes industrials, 4 d'empreses de construcció, 1 d'una empresa de serveis i 1 d'una entitat de l'administració pública.
Dels 5 establiments de servei als particulars que hi havia el 2009, 2 eren paletes, 1 guixaire pintor i 2 lampisteries.
L'any 2000 a Marchéville hi havia 13 explotacions agrícoles que ocupaven un total de 1.035 hectàrees.

## Equipaments sanitaris i escolars
El 2009 hi havia una escola elemental integrada dins d'un grup escolar amb les comunes properes formant una escola dispersa.

## Poblacions més properes
El següent diagrama mostra les poblacions més properes.